# Сарратеа, Мануэль де
Мануэль де Сарратеа-и-Альтолагирре (исп. Manuel de Sarratea y Altolaguirre; 11 августа 1774, Буэнос-Айрес, Вице-королевство Перу, Испания — 21 сентября 1849, Лимож, Франция) — аргентинский дипломат, военный и государственный деятель, дважды занимавший пост губернатора провинции Буэнос-Айрес.

## Биография
Родился в Буэнос-Айресе в семье уроженца Страны Басков. В юности был отправлен учиться в семинарию в Вергаре. Вернувшись в Аргентину, он принял участие в одной из дипломатических миссий, в том числе Сарратеа работал у виконта Стрэнгфорда, на службу к которому он попал благодаря Мануэлю Бельграно. Также он принимал участие в Майской революции 1810 года.
В 1811 году он занял пост президента Первого Триумвирата, а в 1820 году ему довелось дважды занимать пост губернатора провинции Буэнос-Айрес. После этого он назначался чрезвычайным и полномочным представителем Аргентины в Бразилии (1838) и Франции (1841), где и скончался в 1849 году.